# Apocephalus onorei
Apocephalus onorei är en tvåvingeart som beskrevs av Brown 1997. Apocephalus onorei ingår i släktet Apocephalus och familjen puckelflugor. Inga underarter finns listade i Catalogue of Life.